# أكاديمية بورتلاند اليهودية
أكاديمية بورتلاند اليهودية هي مدرسة خاصة في مقاطعة بورتلاند، في ولاية أوريغون في الولايات المتحدة.  تأسست عام 1986 من خلال دمج أكاديمية هيليل التي تأسست في عام 1961 مع جمعية التعليم اليهودي، التي كانت تدير برنامج المدارس العبرية منذ عام 1934. 